# Éjszakai felriadás (Sanctuary – Génrejtek)
Az Éjszakai felriadás (Pavor Nocturnus) a Sanctuary – Génrejtek című kanadai sci-fi-fantasy televíziós sorozat második évadjának ötödik epizódja.

## Ismertető
|  | Alább a cselekmény részletei következnek! |

Dr. Magnus a romos és kihalt Menedék egyik folyosóján tér magához. Az épület üres, sem társai, sem az abnormális lakók nincsenek ott, és az egész város romokban hever. Az utcákon járva Helen próbál felfegyverkezni, mikor egy abnormális lény rátámad. Két ismeretlen alak megmenti, majd elkapja és elhurcolja őt. Az egyikük Will Zimmerman, azonban ő nem hisz Magnusnak, mert úgy tudja, a nő három éve meghalt. Kihallgatása közben rejtekhelyüket abnormálisok egész csapata támadja meg, Will társait megölik, Helennek sikerül a zűrzavarban megmenekülnie.
Bujkálás közben Dr. Magnus egy fiatal lányra bukkan, az egykori Menedékben rejtőznek. Miután Magnus lelket lehel régi számítógépébe, feljegyzéseiből megtudja, hogy hatalmas méretű járvány söpört végig a világon. A sebesült Will is bejut az épületbe, elmeséli, mi történt. A járvány hatására új emberevő, lelketlen faj jött létre, Helen és társai próbálták megállítani azt, ellenszert találni, ám nem jártak sikerrel. Egy év alatt milliók változtak át, emberek és abnormálisok egyaránt. Minden élőlényt megesznek, akit pedig megsebesítenek, néhány óra alatt átváltozik. A zéró-beteget sem sikerült megtalálni, túl gyorsan terjedt a fertőzés és a vírus gyorsan mutálódott. A városokat kiürítették, atomtámadással igyekeztek a fertőzést megállítani. Három évvel korábban a légierő bombázása miatt rengeteg ezer ember halt meg, Helennel együtt, a harcok során minden társuk meghalt vagy eltűnt. Talán százezer ember maradt életben különböző kolóniákon. Úgy tűnik, nincs remény a túlélésre. Helennek utolsó emléke egy hondurasi küldetése, az elmondottakból semmire sem emlékszik.
Közben a fiatal lányon, Jessicán is a fertőzés jelei mutatkoznak, Will ezért le akarja lőni, de Magnus nem engedi, számítógépes feljegyzései segítségével vizsgálni kezdi a lány vérét, génjeit, ellenszer után kutat. A támadók a Menedéket ostromolják, Will szembeszáll velük, első támadásukat sikerül is visszavernie, miközben Jessicán egyre inkább eluralkodik a vírus. Ugyanez a sors vár Willre is, akit a harc során megharapott egy emberevő, pár órája lehet hátra. Elmeséli Magnusnak, hogy neki és Kate-nek született egy kisfia, aki még életben van egy kolónián, és Helenre bízza felkutatását. Ezután felfegyverkezve utolsó harcára indul a behatolók ellen.
A számítógépben Helen újabb feljegyzéseket talál, és emlékezni kezd hondurasi útjára. Ashley halála után megelégelte hosszú életét, szeretteinek sorozatos elveszítését, ezért Hondurasban hosszú életének ellenszerét kereste. Kutatásaiból tudja, hogy egy maja király idején kifejlesztettek egy elixírt, ami megoldás lehet számára, Helen szerint talán ez a szer mutálódhatott világméretű járvánnyá most. Emlékei szerint a maja király sírjában egy fiolára bukkant, melyben a keresett szert vélte megtalálni. A szert visszahozván a Menedékbe hatástalannak tartotta, ám most rájön, hogy abban volt a ragály, és maga Magnus a nulladik beteg. Ő okozta a világjárványt.
Ebben a pillanatban újra a maja sírban találja magát, kezében a fiolával. Egy füstszerű lénnyel kommunikálva - aki a fiola tartalmát védve tárta Magnus elé a lehetséges jövőt - visszateszi azt a rejtekhelyre.
|  | Itt a vége a cselekmény részletezésének! |

## Fogadtatás
Amber Spence a Popsyndicate.com kritikusa bár élvezte az epizódot, negatívan értékelte, hogy a jelen történetszálhoz nem sok köze volt. Emellett bosszantónak találta a Will és Kate jövőbeni kapcsolatára való utalást, lévén, nem sok izzás van köztük. A Chicago Now oldalain olvashatjuk, hogy az epizódban Willt egy sötétebb oldaláról is megismerhettük. Rob Vaux a mania.com oldalán a klisé-szerű történet miatt nyilatkozott negatívan az epizódról.
Az epizódban nyújtott alakításáért 2010-ben Robin Dunne-t Constellation-díjra jelölték a Legjobb férfi színész 2009-es sci-fi televíziós sorozat epizódjában kategóriában, melynek eredménye 2010 júliusában derül ki. 2010-ben Leo-díjat nyert Robin Dunne a Legjobb férfi főszereplő kategóriában, Brenton Spencer, az epizód rendezője Legjobb rendezés drámai sorozatban kategóriában, Christina McQuarrie pedig a Legjobb jelmez kategóriában. Valamint az epizódban végzett munkájáért Leo-díjra jelölték még Amanda Tappinget, mint legjobb női főszereplőt, és Francesca von Zimmermannt és Andrea Manchurt a legjobb sminkes munkáért.